# Bryum fasciculare
Bryum fasciculare là một loài rêu trong họ Bryaceae. Loài này được Hedw. With. mô tả khoa học đầu tiên năm 1801.